# Miriam González Durántez
Miriam González Durántez (Olmedo, 31 de maio de 1968) é uma advogada espanhola especialista em direito da União Europeia residente no Reino Unido. É sócia da firma internacional de advogados Dechert LLP, tem sido membro do conselho de administração de Acciona (2010-2014) e desde 2016 directora não executiva em Londres da sociedade suíça de serviços financeiros UBS. É também colaboradora habitual em diversos meios de comunicação britânicos como o The Guardian e espanhóis como Espelho Público de Antena 3. Desde 2013 impulsiona o projecto "Inspiring Girls" para oferecer às meninas outros modelos profissionais enfrentando os estereótipos de género. Seu nome ficou especialmente conhecido após seu marido, o político britânico social liberal Nick Clegg assumisse o cargo de vice-primeiro ministro ministro no Reino Unido (2010-2015).